# Castillo de Sagunto
El castillo de Sagunto es una fortaleza situada en lo alto del cerro que protege la ciudad de Sagunto, en la provincia de Valencia (España), declarado Monumento Nacional en 1931.
La presencia del castillo es tan antigua como el origen de la ciudad y ya los íberos establecieron allí su primer asentamiento (Arse). Tradicionalmente se habla del Castillo Romano, haciendo con ello referencia a la civilización que más ha marcado este monumento y donde se encontraba Saguntum. Sin embargo, en el castillo quedan pocos restos de origen romano y es un mosaico de culturas y civilizaciones (íberos, romanos, godos, árabes). La fortaleza fue utilizada por las tropas francesas durante la Guerra de la Independencia al inicio del siglo XIX.
La fortaleza se encuentra dividida en siete plazas o recintos independientes: la plaza de Almenara, la plaza de Armas, la plaza de la Conejera, la plaza de la Ciudadela, la plaza Dos de Mayo, la plaza de San Fernando y Estudiantes. En el interior de las murallas, que se extienden 800 metros aproximadamente de una punta a otra de la montaña, se encuentra el Antiquarium Epigráfico, donde se puede contemplar una parte de la colección epigráfica más completa y significativa de la península ibérica. Las inscripciones recogen los aspectos más destacados y notables de la sociedad saguntina en distintas épocas. En el camino de salida del Castillo bajando al pueblo a 300 metros se encuentra el teatro romano.

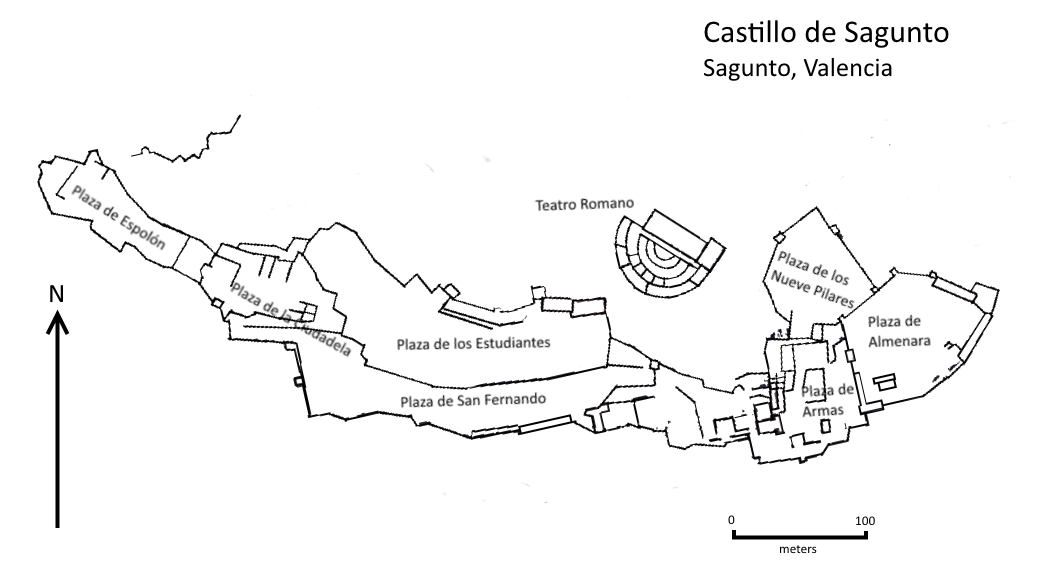
Mapa del Castillo de Sagunto
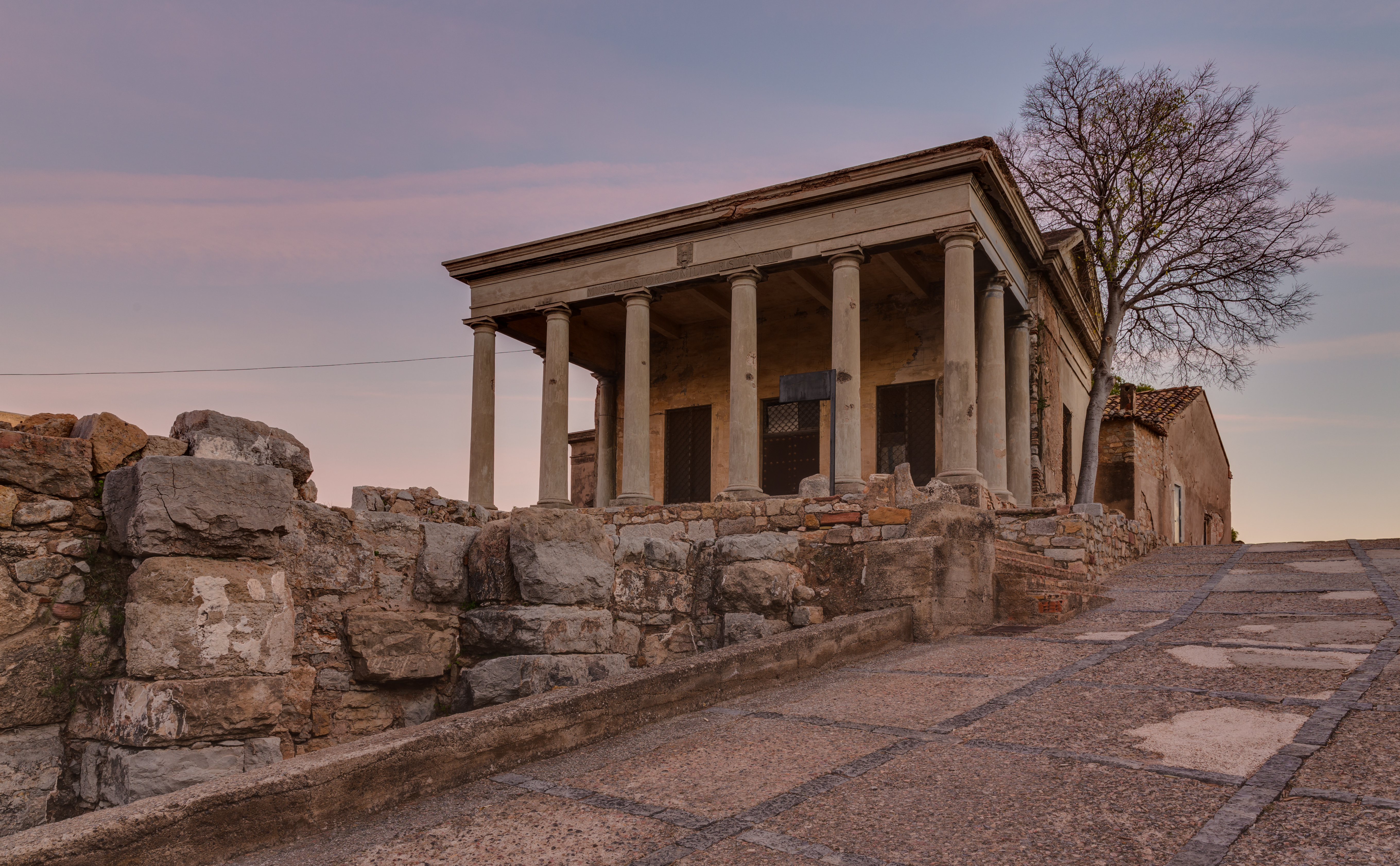
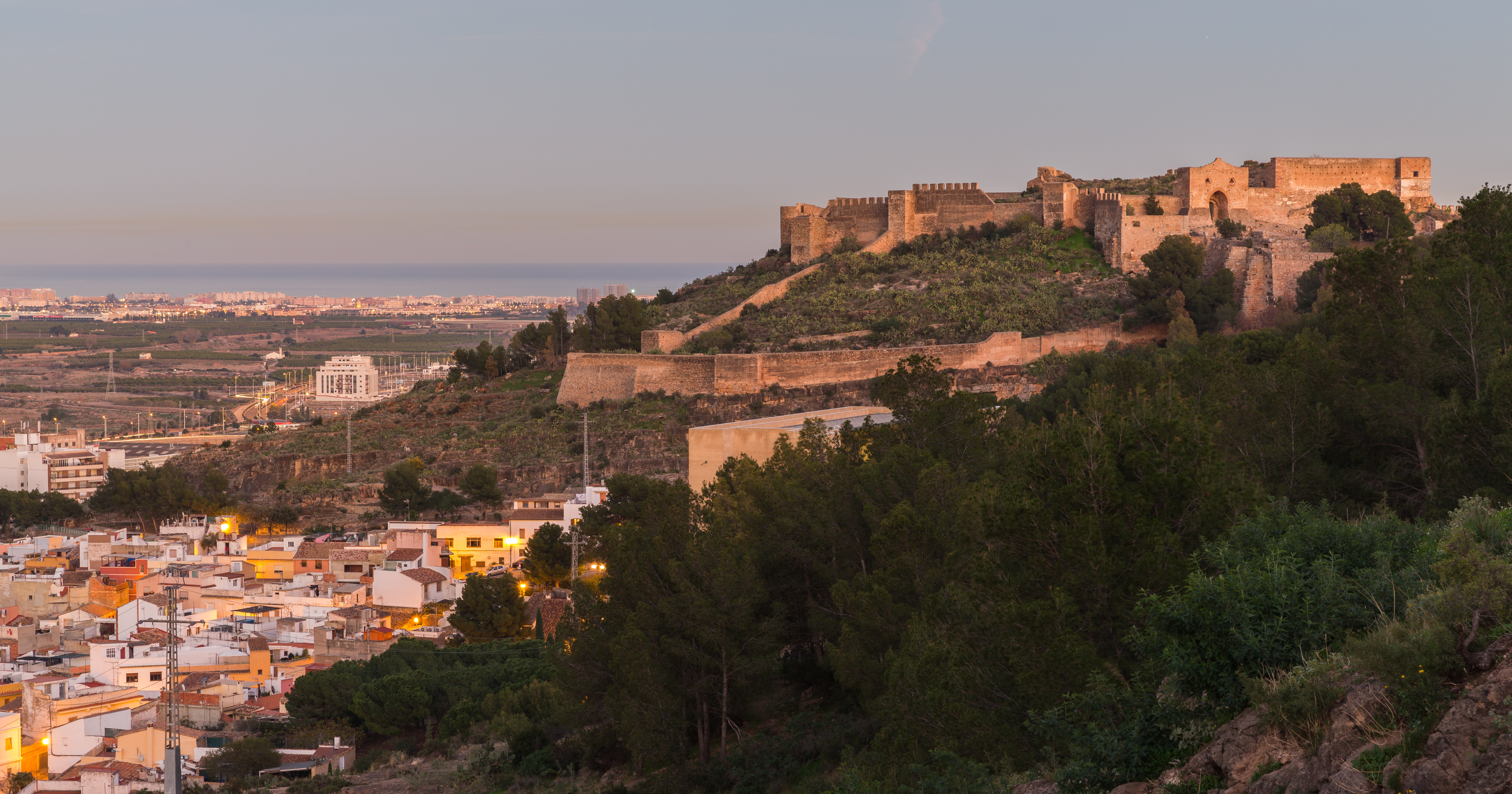
Panorámica del castillo
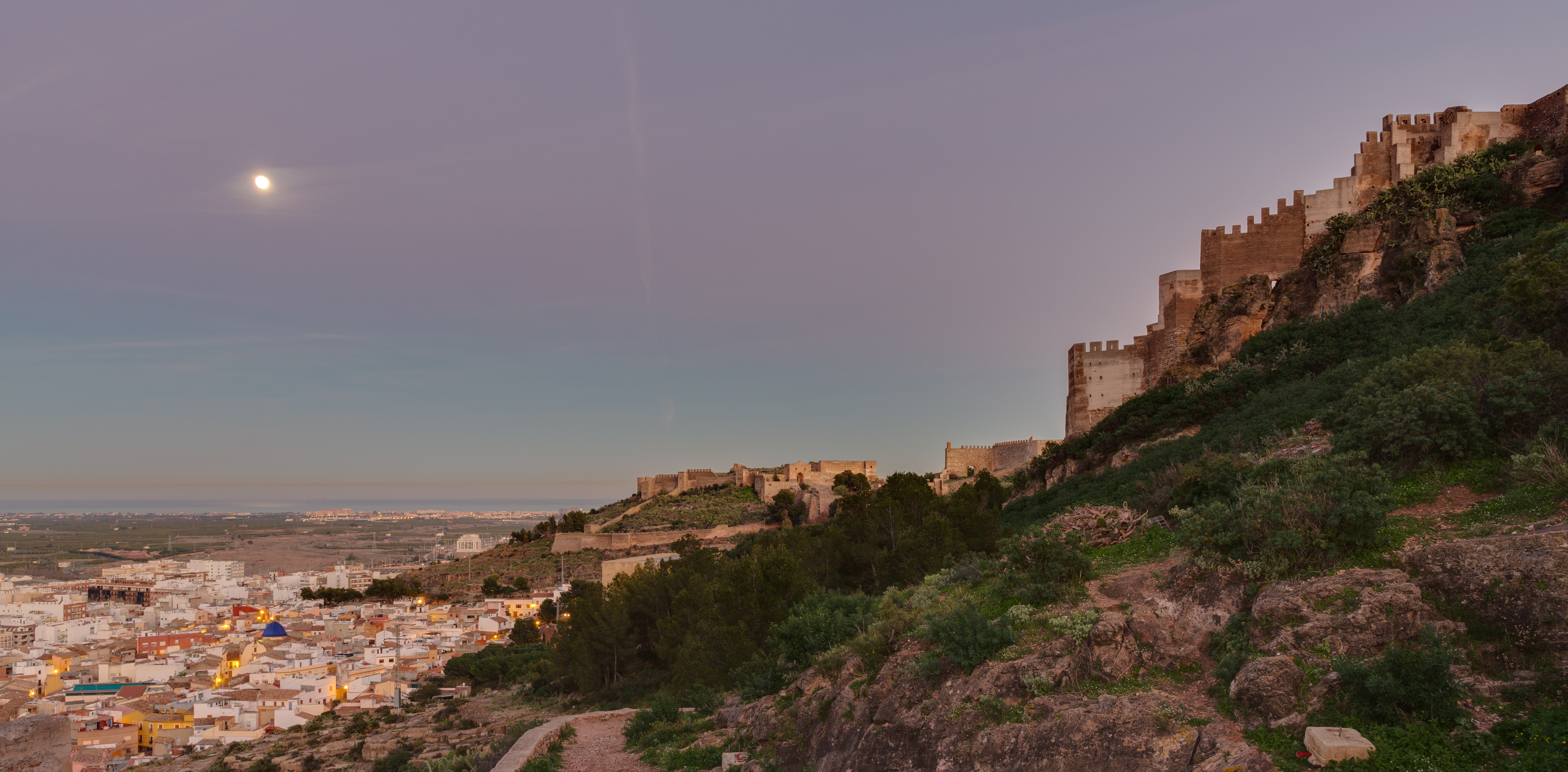
Panorámica del castillo
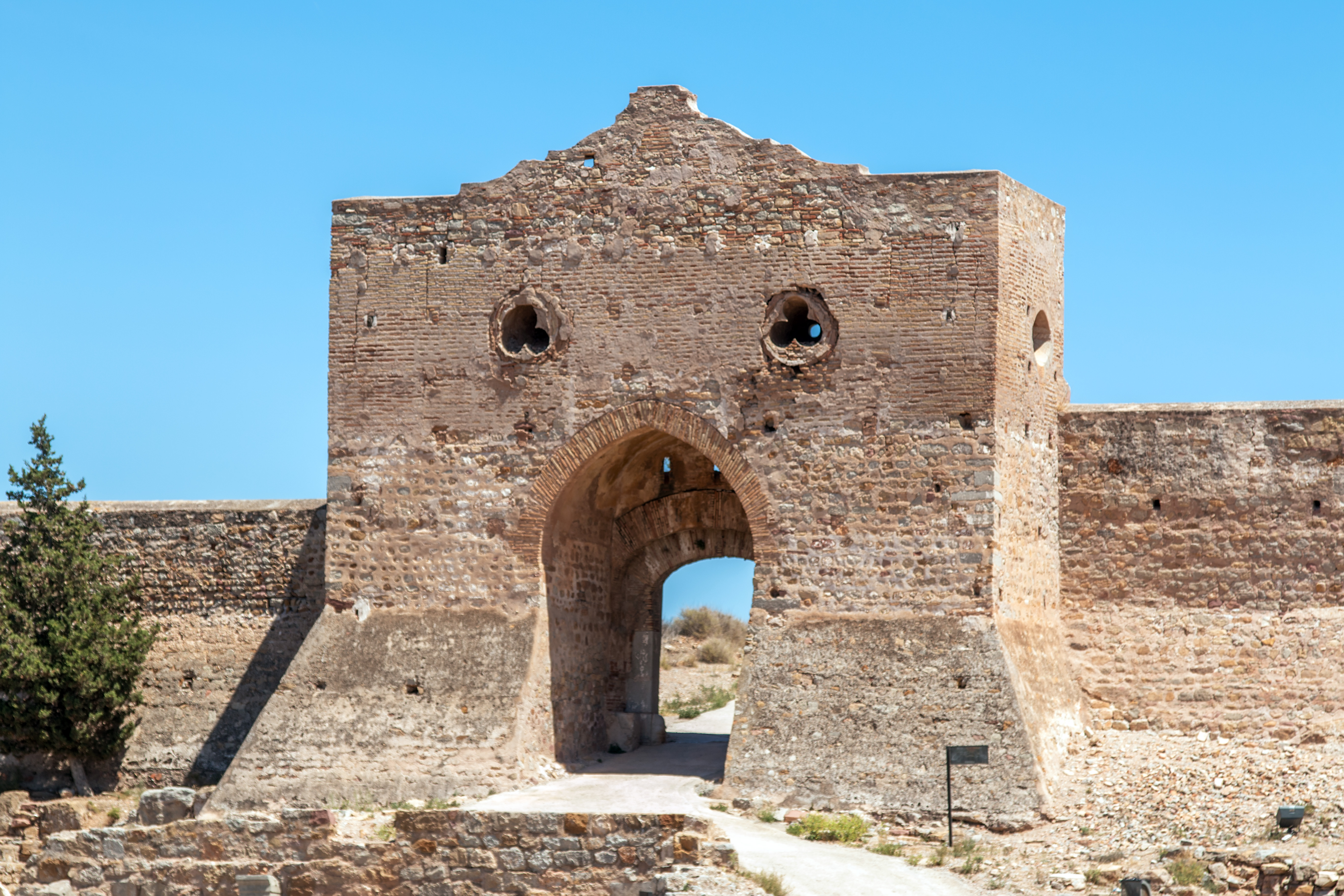
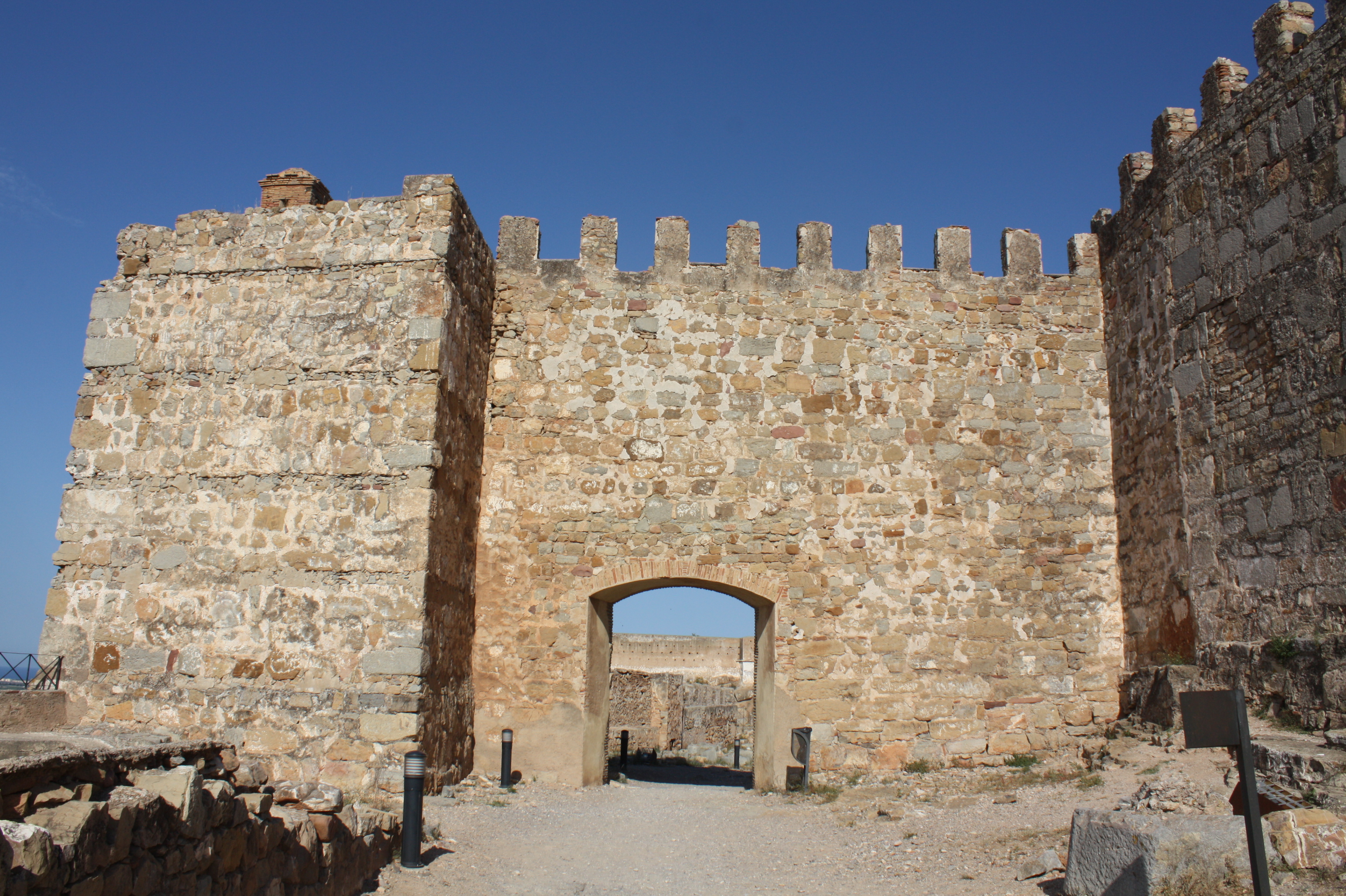